# Bernard Tomasini
 (mars 2020).
Si vous disposez d'ouvrages ou d'articles de référence ou si vous connaissez des sites web de qualité traitant du thème abordé ici, merci de compléter l'article en donnant les références utiles à sa vérifiabilité et en les liant à la section « Notes et références ».
Pour les articles homonymes, voir Tomasini.
Bernard André Hyacinthe Tomasini (né le 31 octobre 1947 à Évreux dans l'Eure) est un haut fonctionnaire et un homme politique français, préfet de la région Poitou-Charentes, préfet de la Vienne de 2008 à 2011.

## Biographie

### Études
Bernard Tomasini est le fils de René Tomasini, ancien secrétaire général de l’UDR, considéré comme le parrain politique de Charles Pasqua.
Il étudie aux lycées d'Evreux, de Gisors et de Bernay, à l'École internationale de Genève et à la Faculté de droit et des sciences économiques de Rouen, où il obtient une licence en sciences économiques.
Rentré en France, il commence à militer dans l’Union des jeunes pour le progrès (UJP), ce qui lui donne l’occasion de rencontrer Nicolas Sarkozy, qu’il retrouve par la suite au ministère de l'Intérieur lors de la première cohabitation (1986-1988).

### Haut fonctionnaire
Charles Pasqua l'appelle au ministère de l'Intérieur pour y être chargé de mission, puis son chef-adjoint de cabinet (1986-1988). Il est ensuite son chef de cabinet à la présidence du groupe RPR au Sénat (1992-1993), puis au ministère de l'Intérieur et de l'Aménagement du territoire (1993-1994) soit dans la période des « affaires » Pasqua.
En 1983, il succède à son père comme conseiller général (RPR) du canton des Andelys. Vice-président du conseil général de l'Eure en 1992, il est réélu en 1994. Il est élu au 2e tour de scrutin. Cette même année, il est nommé préfet de l'Orne. Titularisé préfet le 29 août 1995, il est ensuite nommé dans cette fonction pour les départements du Cher (le 18 janvier 1999), de l'Ain (le 29 juillet 2002), de la Charente-Maritime (le 24 mai 2004) et du Val-de-Marne (le 6 janvier 2006). Dans ce dernier département, il effectue l'expulsion de sans papiers lors de l'affaire des « squatters » de Cachan. Il est à cette occasion plusieurs fois piégé notamment par l'humoriste Gérald Dahan.
Par décret du 9 octobre 2008, il est nommé préfet de la région Poitou-Charentes et préfet de la Vienne. Malgré la violente manifestation anarchiste contre le transfèrement vers la nouvelle prison de Poitiers qui a lieu le 10 octobre 2009 et les nombreux troubles à l'ordre public, il conserve son poste. Selon une grande partie de la presse nationale et régionale, son rôle à Poitiers est essentiellement de surveiller et de gêner Ségolène Royal. 
Le 22 juillet 2011, Bernard Tomasini est nommé, sur sa demande, préfet hors cadre. Il a été remplacé à la préfecture de la région Poitou-Charentes par Yves Dassonville. Admis à faire valoir ses droits à la retraite comme Préfet par décret du Président de la République en date du 12 juillet 2013 à compter du 1er novembre 2013.

### Conseiller EDF
À partir du mois d'octobre 2011, Bernard Tomasini devient conseiller du président du groupe français EDF, Henri Proglio.

## Récompenses et distinctions

### Décorations
- Officier de la Légion d'honneur Il est fait chevalier le 2 avril 1999[7], puis est promu officier le 31 décembre 2008[8].
- Officier de l'ordre national du Mérite Il est directement fait officier le 13 mai 2005[9].
- Officier de l'ordre du Mérite agricole